# Emily Beecham
Pour les articles homonymes, voir Beecham.
Emily Beecham,  née le 12 mai 1984 à Wythenshawe, Manchester, est une actrice britannico-américaine. 
Elle est surtout connue pour ses rôles dans le film Little Joe de Jessica Hausner, qui lui a valu le prix d'interprétation au festival de Cannes 2019, et dans la série télévisée Into the Badlands.

## Biographie
Emily Beecham est née à Wythenshawe, Manchester, au Royaume-Uni, d'un père anglais et d'une mère américaine, originaire de l'Arizona. En 2003, alors âgée de 18 ans, elle entre à la London Academy of Music and Dramatic Art (LAMDA), en français « Académie de musique et d'art dramatique de Londres », dont elle sort diplômée trois ans plus tard.

## Carrière

### Débuts
En 2006, alors qu'elle n'a pas achevé sa formation à la LAMDA, elle accepte un premier rôle dans le thriller Bon Voyage, écrit par Oliver Brown et réalisé par John Fawcett : un couple, interprété par Ben Miles et Rachael Blake, emmènent leurs deux enfants en vacances dans un camping en France et réalisent qu'ils sont espionnés par un autre couple, joué par Fay Ripley et Daniel Ryan. Le film remporte la Nymphe d'or de la meilleure mini-série lors du Festival de télévision de Monte-Carlo en juin 2007.

### 2007-2016 - Reconnaissance nationale
Au milieu de l'année 2007, elle est choisie par la réalisatrice britannique Jan Dunn pour le rôle principal de son film indépendant : The Calling. Elle interprète la jeune Joanna qui décide, contre l'avis de sa famille et de ses amis, d'entrer dans l'ordre cloîtré des bénédictines. Elle reçoit pour ce rôle le prix de la meilleure actrice au Festival du film indépendant de Londres, ainsi que le prix du meilleur espoir au Festival du film international d’Édimbourg en 2009, présenté par Sean Connery.
Cette même année, Emily Beecham joue pour la première fois sur une scène de théâtre professionnelle, dans la pièce How To Curse de Ian McHugh, mise en scène par Josie Rourke au théâtre Bush, situé dans le quartier Shepherd's Bush à Londres.
Elle apparaît, au fil des années, dans plusieurs séries télévisées : Miss Marple, Tess of The D'Urbervilles, and The Street. Elle est répertoriée comme l'un des 55 « visages du futur » par le magazine Nylon, dans un numéro consacré au « Jeune Hollywood ».
En 2013, elle joue Caro Allingham dans The Village, série télévisée anglaise créée par Peter Moffat.

### 2017 - Reconnaissance internationale
En 2017, elle interprète Daphné dans le film homonyme de Peter Mackie Burns, rôle pour lequel elle obtient non seulement une nomination dans la catégorie "meilleure actrice" aux British Independant Film Awards, mais également une reconnaissance internationale. Elle joue une jeune femme cynique qui voit sa carapace voler en éclats lorsqu’elle est témoin d’une agression violente dans une épicerie : « Elle s’est créé un monde superficiel qui la protège, explique Emily Beecham à Caroline Vié dans 20 Minutes. Elle fait partie de ces gens qui refusent de s’engager. Elle prend très mal l’idée d’avoir été traumatisée par cette scène alors qu’elle se veut indifférente à tout. [...] Je me retrouve dans certains côtés de Daphné, car nous sommes de la même génération, mais je ne crois pas que je réagirais comme elle. »
Si Hélène Lisle n'évoque pas un film inoubliable dans Femme actuelle, elle mentionne néanmoins la performance de la jeune actrice âgée alors de 32 ans : « Daphné est un joli film sans prétention sur un bout de vie de cette rousse incendiaire. Un bout de vie sans romance ni violons. Emily Beecham (retenez bien son nom !) est aussi touchante que son personnage, auquel on a toutefois du mal à s’identifier. »
Anouk Féral loue également les talents de la comédienne dans le magazine spécialisé Première : « Emily Beecham, la nouvelle petite Anglaise que l’on va adorer. Rousse incandescente au visage de camé pâle, Emily Beecham contourne son propre classicisme esthétique. Elle insuffle à Daphné sa grâce mais aussi une rudesse et un bagout qui corsent habilement sa plastique évanescente. »
Entre 2015 et 2019, elle joue dans la série dramatique d'action/arts martiaux AMC : Into the Badlands dans le rôle de la Veuve (The Widow).
En 2019, elle reçoit le prix d'interprétation féminine au Festival de Cannes pour son rôle dans Little Joe.

## Filmographie

### Cinéma

#### Longs métrages
- 2007 : 28 semaines plus tard de Juan Carlos Fresnadillo : Karen
- 2007 : L'Ascension d'un homme de main (Rise of the Footsoldier) de Julian Gilbey : Kelly
- 2009 : The Calling de Jan Dunn : Joanna
- 2010 : Basement d'Asham Kamboj : Pru
- 2013 : Art Is.. de Barry Bliss : Lulu
- 2016 : Ave, César ! de Joel et Ethan Coen : Dierdre
- 2017 : Daphne de Peter Mackie Burns : Daphné
- 2019 : Berlin, I Love You : Hannah
- 2019 : Little Joe de Jessica Hausner : Alice
- 2020 : Sulphur and White de Julian Jarrold : Vanessa
- 2021 : Zone hostile (Outside The Wire) de Mikael Håfström : Sofiya
- 2021 : Cruella de Craig Gillespie : Catherine Miller
- 2021 : Emily de Frances O'Connor : Charlotte Brontë
- 2023 : The Covenant : Mission en Afghanistan de Guy Ritchie : Caroline Kinley
- 2023 : North Star de Kristin Scott Thomas : Georgina
- 2024 : Slingshot de Mikael Håfström
- 2026 : Supergirl de Craig Gillespie

#### Courts métrages
- 2007 : God's Wounds de Wayne Holloway : Poppy
- 2009 : The Wednesday Matinee Club de Rachna Suri
- 2012 : Animal Charm de Ben Charles Edwards : Jezebel
- 2014 : Happy Birthday to Me de Peter Mackie Burns : Lucy
- 2019 : The Octopus Nest de John Michell : Claire
- 2019 : Kingdom de Bettina Oberli : Une femme
- 2020 : Tortoise d'Alexandra Maher : Anna

### Télévision

#### Séries télévisées
- 2006: Afterlife : Sash
- 2006 : Vacances mortelles (Bon Voyage): Rachel Aldred
- 2007 : Miss Marple (Agatha Christie's Marple) : Elvira Blake
- 2007 : Flics toujours (New Tricks) : Laura Small
- 2007 : The Bill : Angela Myatt
- 2007 : The Innocence Project : Rachel
- 2007 : Party Animals : Vienna Lurie
- 2008 : Inspecteur Lewis (Lewis) : Nell Buckley
- 2008 : Tess of the D'Urbervilles : Retty Priddle
- 2009 : The Street : Gemma
- 2009 : Merlin : Enmyria
- 2009 : Unforgiven : Lucy Belcombe / Katie Slater
- 2010 : Affaires non classées (Silent Witness) : Anna Flannery
- 2011 : The Runaway (en) : Caroline Dixon
- 2012 : Damages : La fille de Rutger
- 2012 : Case Sensitive : Mary Trelease
- 2012 : The Fear : Janey Beckett
- 2013 : Blandings : Miss Younghusband
- 2013 - 2014 : The Village : Caro Allingham
- 2014 : The Musketeers : Adèle Bessett
- 2015 - 2019 : Into the Badlands : La Veuve
- 2021 : The Pursuit of Love : Fanny Logan
- 2022 : 1899 : Maura Franklin

#### Téléfilms
- 2010 : Pulse de James Hawes : Stella Hamilton
- 2013 : The Thirteenth Tale de James Kent : Isabelle March

## Distinctions

### Récompenses
- Festival du film indépendant de Londres 2008 : meilleure actrice pour The Calling
- Festival international du film d'Édimbourg 2009 : meilleur espoir pour The Calling
- Festival de Cannes 2019 : Prix d'interprétation féminine pour Little Joe

### Nominations
- British Independent Film Awards 2017 : meilleure actrice pour Daphne